# 斯蒂芬·霍兰
斯蒂芬·霍兰（英語：Stephen Holland，1958年5月31日—），澳大利亚男子游泳运动员。他曾代表澳大利亚参加1976年夏季奥林匹克运动会游泳比赛，获得男子1500米自由泳铜牌和男子400米自由泳第5名。